# 尼高拉斯·尼古路
尼高拉斯·亞歷斯·祖利奧·尼古路·尼多比耶（法語：Nicolas Alexis Julio N'Koulou N'Doubena；1990年3月27日—），出生在雅溫得，是一名喀麥隆足球員，司職後衛。現效力於希臘足球超級聯賽球隊阿里斯。

## 球會
尼古路在位於杜阿拉的卡吉體育學院展開其足球生涯，這一所體育學院曾經培訓出森姆·伊度奧、伊德里斯·卡文尼和斯特凡納·麥比亞等球員。2007年末，他轉投摩納哥並簽訂三年合約。2007/08球季後期，他先在摩納哥在法國丁級聯賽的子隊伍作賽，然後在2008年7月球季季開始前返回球隊，並且穿上3號球衣。
尼古路在球季開始前，分別在對法甲球會圖盧茲及克羅地亞球會薩格勒布的熱身賽中正選上陣。2008年9月13日，他在以2-0的比分擊敗羅連安特的賽事中處子上陣。
尼古路在摩納哥的表現，吸引了不少歐洲球會的注意，例如英格蘭球會阿仙奴、侯城、西班牙球會西維爾、馬德里體育會和法國球會里昂。
2011年6月29日，恩库卢通过体检，并以350万欧元的轉會費与法甲球會马赛签约四年。

## 國際賽
2008年，尼古路獲選入喀麥隆U23並出戰北京奧運，他協助球隊打入八強，但最終不敵巴西而出局。11月19日，他在對南非的友賽中首次代表喀麥隆上陣。2009年12月13日，他獲喀麥隆隊徵召出戰2010年非洲國家盃。2010年5月11日，他獲喀麥隊徵召出戰2010年世界盃。

## 外部連結
- （英文）尼高拉斯·尼古路在National-Football-Teams.com的資料
- （法文）LFP Profile
- （法文）Profile on AS Monaco Website